# Aspiration (physique)
Pour les articles homonymes, voir Aspiration.

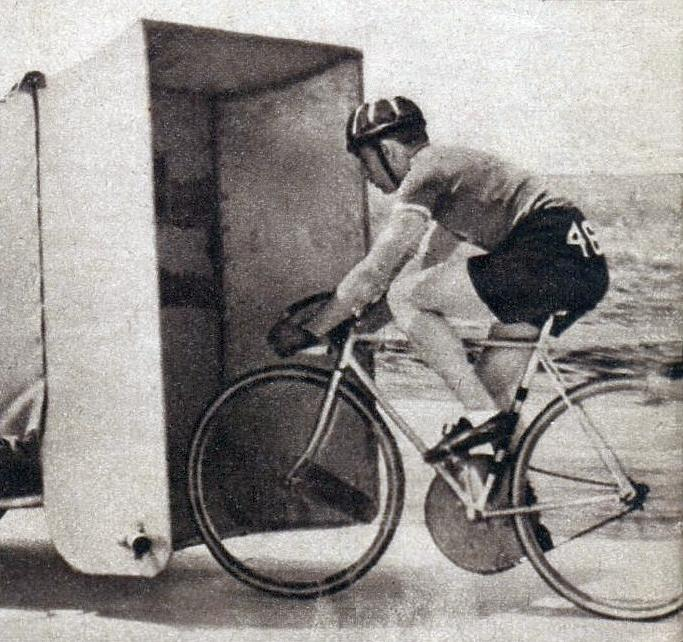
Albert Marquet le 12 avril 1937 en banlieue de Los Angelès, recordman mondial de vitesse à vélo sur le plat derrière abri (139,902 km/h de moyenne, "aspiré" par une voiture).

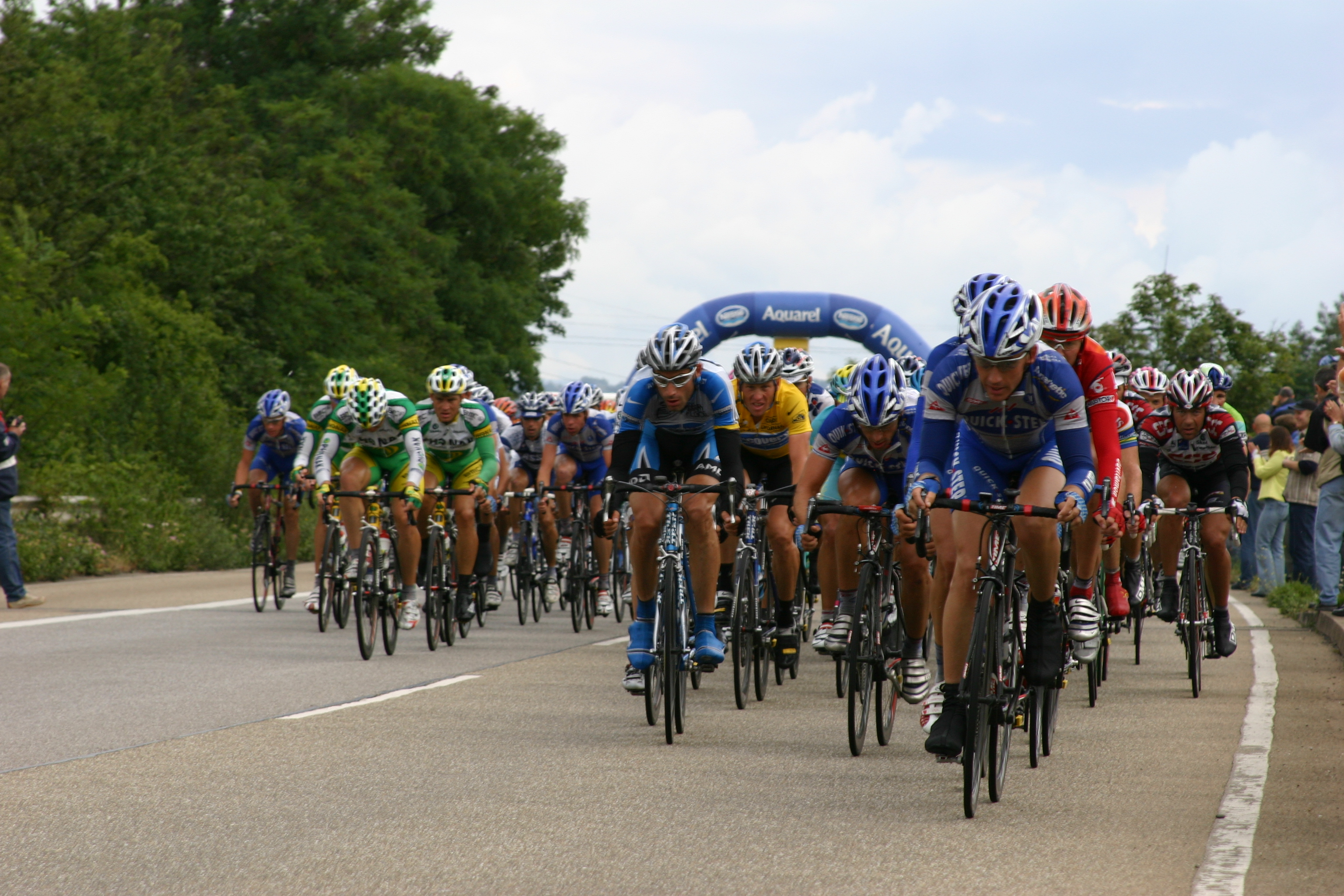
Peloton du Tour de France mettant en pratique l'aspiration

L’aspiration est un phénomène aérodynamique qui résulte de l'effet d'entrainement produit sur un corps en déplacement par la présence d'un autre corps en déplacement (en général à une vitesse élevée) devant lui, par diminution de la masse d'air ou d'eau, ce qui permet au second de bénéficier d'une moindre résistance des fluides présents dans l’environnement.
Cet effet d'aspiration est fréquemment utilisé dans les techniques et tactiques de course dans différentes disciplines sportives. Ce phénomène peut être assez significatif pour les grandes vitesses où l’énergie moyenne nécessaire pour maintenir une certaine vitesse va diminuer ou pour un ensemble de solides en mouvement où la traînée générale du groupe va diminuer.

## L'aspiration en sport
Le positionnement dans une zone d'aspiration est une technique utilisée dans certains sports pour augmenter la vitesse des compétiteurs. Cette technique sportive est parfois dénommée drafting, d'après l'anglais.

### Cyclisme

Le « tourniquet belge »

Ce phénomène y joue un rôle très important au point d'avoir une expression spécifique : « faire l'aspi ». Il existe trois formations pour diminuer les forces de résistance de l’air :
- le peloton avec laquelle les efforts les plus importants sont partagés entre plusieurs coureurs placés en tête. Le peloton est pratiqué par des coureurs roulant à vitesse modérée. On observe d'ailleurs souvent que des coureurs « échappés » du peloton, sont rattrapés en fin de course, car à vitesse égale, ils doivent fournir davantage d'efforts.
- la file indienne avec laquelle chaque coureur profite d'une « aspiration » générée par le précédent, à l'exception du premier qui doit fournir le plus d’effort. La file indienne est observée quand les coureurs courent vite, par exemple en fin d'étape de course.
- le « tourniquet belge » (Belgischer Kreisel) réunissant un nombre réduit de coureurs qui occupent successivement la tête du groupe pour partager les efforts et lutter contre les vents de travers. Cette formation permet de réaliser des vitesses record. Elle est mise en œuvre dans les courses par équipe. Elle suppose plusieurs conditions :
  - un terrain plat, car en montagne la vitesse est réduite et l'effet d'aspiration minime ;
  - une très bonne entente entre les coureurs ;
  - des coureurs de niveaux techniques comparables ; pour conserver l'homogénéité du groupe, les coureurs les plus en forme restent un peu plus longtemps en tête et ceux plus fatigués restent moins longtemps.

L’aspiration constitue alors un choix très stratégique, puisque les efforts peuvent être partagés de manière « coopérative » en changeant le meneur à tour de rôle ou alors elle peut s’effectuer de manière individuelle par laquelle un coureur va tenter de rester derrière un autre de manière rapprochée (ce qui demandera à ce dernier plus d’énergie ou de carburant dans une course automobile) pour effectuer finalement une poussée décisive à la ligne d’arrivée.
Des épreuves cyclistes, notamment celles du triathlon tiennent compte de l'effet d'aspiration dans leur règlement, en l'interdisant ou le réglementant.

#### Cyclisme sur piste

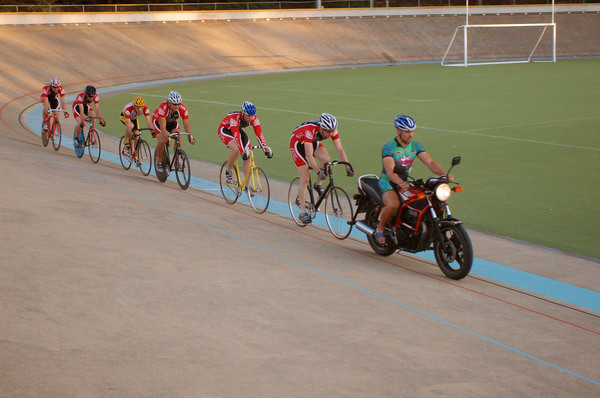
Une course de Keirin

Plusieurs types de compétitions utilisent activement l'aspiration :
- le keirin : les cyclistes restent derrière un derny, une moto ou un tandem jusqu'à atteindre 50 km/h, à 600 mètres de l'arrivée, où commence le sprint final ;
- le demi-fond : courses sur piste, de une heure, ou 25 kilomètres ou 30 kilomètres, où chaque cycliste roule derrière son entraîneur à moto ou derny, appelé aussi « stayer ».

### Course à pied
L'effet d'aspiration en course à pied est beaucoup moindre qu'en cyclisme, en raison des vitesses plus faibles. Pour des coureurs de haut-niveau, avec un vent presque nul, l'énergie nécessaire pour s'opposer à la résistance de l'air est estimée à 8% pour un sprint (36 km/h), 4% en demi-fond et 2% en marathon (18 km/h). En dessous de 14 km/h, la résistance de l'air et l'éventuel effet d'aspiration pour le suiveur sont ainsi estimés négligeables ou « peu pertinents », à moins d'un vent important. Les bénéfices de la course en groupe semblent surtout liés à l'énergie mentale économisée (lièvre) et la protection contre le vent.

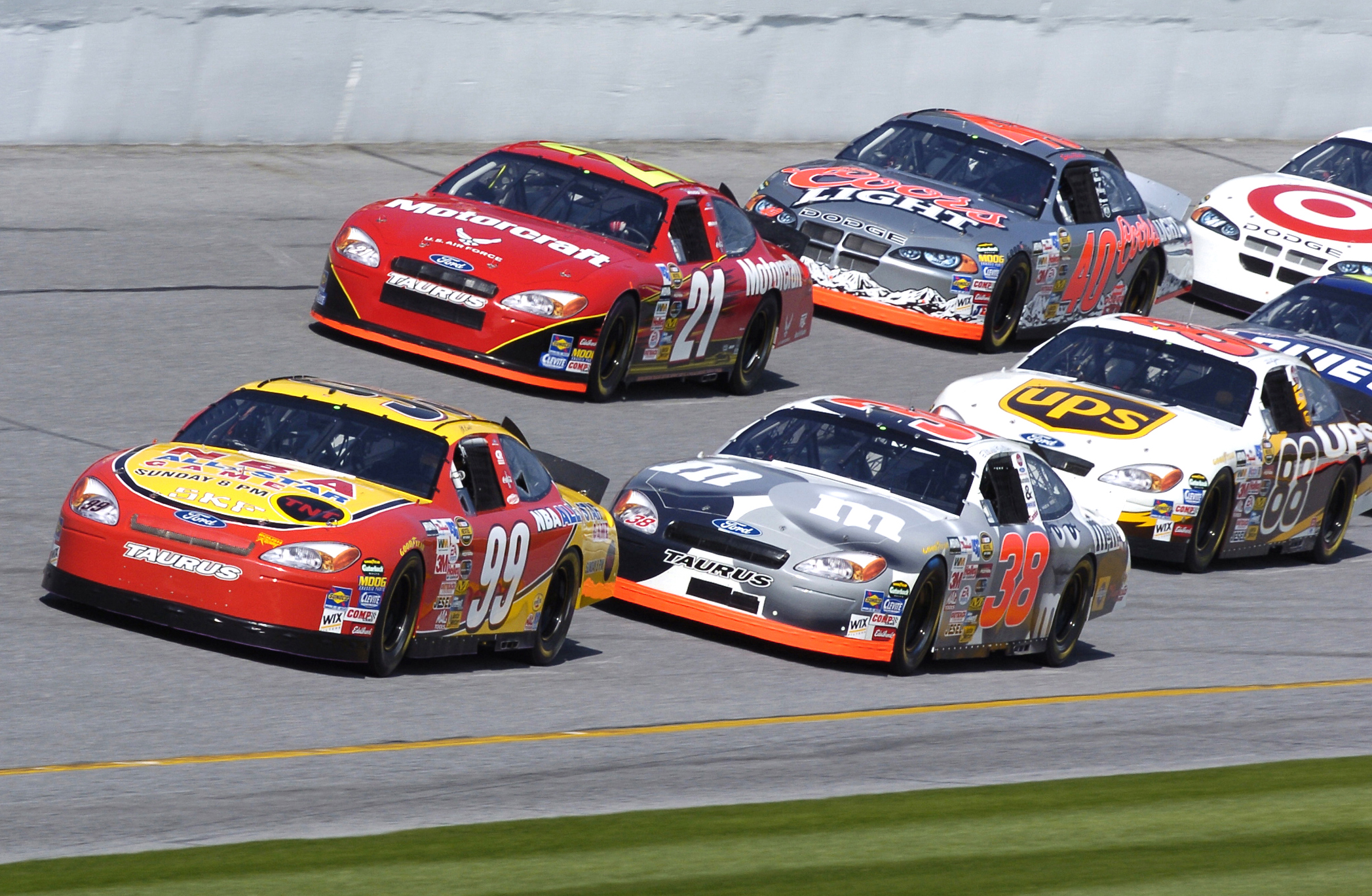
Daytona 500 en 2004 (NASCAR)

### Course automobile
Aux États-Unis, les épreuves se déroulant sur des anneaux de vitesse, comme la NASCAR ou l'IndyCar, utilisent l'aspiration pendant toute la durée des courses.
Il a été démontré que deux voitures (ou davantage) roulant l'une derrière l'autre atteignent une plus grande vitesse qu'une voiture isolée. En effet, la voiture suiveuse bénéficie de l'aspiration. Mais elle exerce aussi une pression de l'air vers la voiture de tête qui en bénéficie. Ce phénomène a été découvert lors de l'édition 1959 de la course des 500 miles d'Indianapolis.[réf. nécessaire]
Le principe s'applique à toutes les courses automobiles dès lors que les concurrents se suivent de près à vitesse élevée sur une ligne droite.

#### Formule 1
En Formule 1, l'aspiration est aussi utilisée. Depuis la saison 2011, un système appelé Drag Reduction System (DRS) est autorisé pour faciliter les dépassements. Utilisé en ligne droite, le DRS consiste à diminuer la traînée par l'ouverture d'une partie de l'aileron arrière.

### Natation
On observe aussi des recherches d'aspiration en natation (drafting) pour les compétitions en eau libre dans lesquelles les concurrents ne sont pas séparés dans des couloirs. Un moindre effort est ainsi nécessaire au nageur qui se place dans le sillage d'un nageur le précédent : en se positionnant dans les remous juste derrière les pieds, ou bien au niveau des hanches.

### Autres sports
L'aspiration est aussi utilisée en patinage de vitesse et ski de fond.

## Camions en convoi
Dans les pays anglo-saxons, le phénomène d'aspiration est utilisé par les camions à 18 roues roulant en convoi en se suivant de près.
Rouler avec un écart de 30 mètres fait économiser 11 % du carburant. Rouler avec un écart de trois mètres fait économiser 39 %. Cette technique est très dangereuse du fait de la faible distance entre les véhicules. En Europe, elle est interdite car les véhicules doivent respecter une distance de sécurité.
L'aspiration présente aussi le défaut de faire chauffer le moteur du véhicule suiveur, car il fonctionne dans un air déjà réchauffé par le véhicule qui le précède.

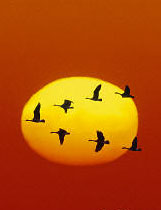
Oies du Canada en formation en V

## L’aspiration dans la nature
Les formations serrées de certains oiseaux tels que les cormorans exploitent l'effet d'aspiration.
Pour les oiseaux migrateurs tels que les oies qui volent en formation en V, l'intérêt de la formation est d’améliorer l’aérodynamisme du groupe. Mais l'intérêt est aussi que chaque oiseau (sauf celui de tête) bénéficie d'une légère amélioration de portance due au tourbillon marginal généré par l'oiseau précédent dans la formation.

## Sciences et techniques

### Pompe
L'aspiration est le terme couramment utilisé pour désigner le point d'entrée des fluides dans la pompe, le refoulement étant le point de sortie.

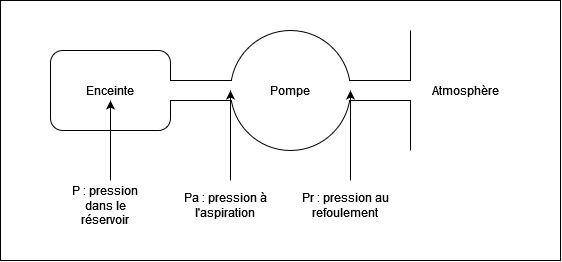
Schéma simplifié d'une pompe à vide

Ainsi, les éléments à l'amont de la pompe sont à l'aspiration, tandis que les éléments à l'aval sont au refoulement.